# Pseudomesochra aberrans
Pseudomesochra aberrans är en kräftdjursart som beskrevs av Nicolaus Gustavus Bodin 1968. Pseudomesochra aberrans ingår i släktet Pseudomesochra och familjen Pseudotachidiidae. Inga underarter finns listade i Catalogue of Life.